# Крістур-Шієу
Крістур-Шієу (рум. Cristur-Șieu) — село у повіті Бистриця-Несеуд в Румунії. Входить до складу комуни Шієу-Одорхей.
Село розташоване на відстані 329 км на північний захід від Бухареста, 14 км на захід від Бистриці, 65 км на північний схід від Клуж-Напоки.

## Населення
За даними перепису населення 2002 року у селі проживали 486 осіб.
Національний склад населення села:
| Національність | Кількість осіб | Відсоток |
| -------------- | -------------- | -------- |
| румуни         | 469            | 96,5%    |
| угорці         | 11             | 2,3%     |
| цигани         | 6              | 1,2%     |

Рідною мовою назвали:
| Мова      | Кількість осіб | Відсоток |
| --------- | -------------- | -------- |
| румунська | 475            | 97,7%    |
| угорська  | 11             | 2,3%     |